# Biografski leksikon Hrvata istočnog Srijema
Biografski leksikon Hrvata istočnog Srijema je leksikon koji se bavi životopisima znamenitih i značajnih Hrvata iz vojvođanskog i Hrvata iz užeg srbijanskog dijela Srijema.

## Povijest
Idejni tvorci leksikona su Eduard Hemar i Zlatko Žužić, koji su još 2008. godine započeli projekt. Kasnije su se u projekt uključili Mario Bara i Dario Španović. Godine 2011. objavljen je prvi od predviđena četiri sveska. Izdavači su Hrvatsko akademsko društvo iz Subotice i zagrebački Libera editio . Izvršni urednik Leksikona je Zlatko Žužić, a glavni je urednik Eduard Hemar.

## Sadržaj
Leksikon ne piše samo o životopisima, nego govori o brojnim ustanovama u kojima su Hrvati djelovali. U prvom svesku su natuknice koje počinju slovima od A do F, i na 212 stranica obuhvaćaju oko 200 životopisa i ustanova u kojima su Hrvati djelovali.

## Vanjske poveznice
Mrežna mjesta
- "Biografski leksikon Hrvata istočnog Srijema" predstavljen u Zagrebu  Arhivirana inačica izvorne stranice od 3. ožujka 2016. (Wayback Machine), www.udruga-hrvata-iz-srijema.hr
- "Biografski leksikon Hrvata istočnog Srijema" prvi put predstavljen u Vojvodini  Arhivirana inačica izvorne stranice od 7. ožujka 2016. (Wayback Machine), Zavod za kulturu vojvođanskih Hrvata